# Mouvement radical
 (septembre 2021).
Le Mouvement radical — dont le nom déposé dans les statuts est « Mouvement radical (social libéral) » —, abrégé en MR ou MRSL, est un ancien parti politique social-libéral français. Il est fondé en 2017 par la réunion du Parti radical et du Parti radical de gauche, qui sont alors tous deux mis en sommeil.
Le Parti radical de gauche quitte le parti pour recouvrer son indépendance en 2019 ; il perd cependant à ce moment-là une très grande partie de ses fédérations et adhérents décidant de rester au Mouvement radical. En 2021, le Parti radical est relancé, entraînant de facto la disparition du MR.

## Histoire
En juin 2017, est envisagée une fusion du Parti radical et du Parti radical de gauche,, souvent présentée comme une réunification s'agissant de deux partis revendiquant leur filiation avec le Parti républicain radical et radical-socialiste (nom officiel du Parti radical, qui en est juridiquement le seul continuateur, le PRG ayant été fondé par les soutiens d'une motion minoritaire lors du congrès de Suresnes en 1971).
Le 15 et 16 septembre 2017, les deux partis se rassemblent lors d'universités d'été communes à Montpellier.

### Congrès fondateur

Logotype du congrès fondateur du Mouvement radical.

La « réunification » de la famille radicale est soumise au vote lors de congrès organisés par chacun des deux partis le 9 décembre 2017, avant une transition de deux ans. Les nouveaux statuts ont été adoptés avec 86 % des voix et la plate-forme politique à 89 %.
Il est co-présidé, durant une période de transition de deux ans, par Laurent Hénart et Sylvia Pinel. Il est donc l'héritier direct du Parti républicain radical et radical-socialiste, plus ancien parti de France, fondé en 1901.
Le siège du mouvement est situé 1, place de Valois, dans les locaux historiques du Parti radical, le PRG quitte donc son siège du 13 rue Duroc.
Plusieurs personnalités et membres des deux partis se sont opposés à cette création ou à ses modalités (cf. infra).

### Dénomination
Le parti est statutairement dénommé « Mouvement radical (social libéral) »,. Les votants au congrès fondateur avaient également le choix pour la dénomination « Mouvement des progressistes et radicaux » (15 % des voix). D'autres propositions comme « Les progressistes » avaient été formulées lors du débat préalable au vote qui porta, notamment, sur l'adjectif radical qui « [pouvait] être associé à « extrême », un contresens pour une formation qui se place au centre de l'échiquier politique ». A contrario, André Rossinot et Jean-Michel Baylet (présidents d'honneur respectifs du Parti radical et du Parti radical de gauche) ont défendu le maintien du terme radical.
Ses membres sont appelés les radicaux.

### Oppositions à la réunification et départs
Peu avant le congrès de décembre 2017, deux tentatives de réunion des membres du Parti radical au sein de l'UDI interviennent : Les Valoisiens, autour d'Yves Jégo, et Génération 1901, mené par Michel Zumkeller (député) et Sophie Joissains (sénatrice). Aucune de ces deux initiatives ne sont ensuite actives.
Du côté du PRG, Virginie Rozière (ancienne députée européenne) et Stéphane Saint-André (ancien député et maire de Béthune) signent une tribune contre la réunification, qui précède la fondation d'un nouveau parti, Les Radicaux de gauche.

### Départ du Parti radical de gauche
Le 6 février 2019, avant l'extinction de la période transitoire de deux ans à l'issue de laquelle les deux partis devaient fusionner, le comité exécutif du PRG décide de quitter le MR, redoutant que le parti ne rejoigne la majorité présidentielle d'Emmanuel Macron lors de son congrès du 9 mars 2019. Guillaume Lacroix est élu à cette occasion président du PRG. Le 8 février, Sylvia Pinel s’associe à cette démarche et renonce à sa co-présidence du parti. Harold Huwart succède à Guillaume Lacroix au poste de co-secrétaire général du Mouvement radical. Si quatre présidents de fédération quittent le Mouvement radical pour rester au PRG, la grande majorité des élus et militants issus du PRG restent au MR.

### Fin du Mouvement radical
En 2021, le Mouvement radical décide de redevenir le Parti radical, ce qui provoque la disparition du premier. Par ailleurs, le Parti radical entre dans la majorité présidentielle d'Emmanuel Macron, Ensemble citoyens.

## Valeurs, idées et programme politiques
À l'occasion de son congrès fondateur, le Mouvement radical a réaffirmé sa fidélité aux valeurs défendues par le parti radical :
Dans la déclaration politique adoptée ce même jour, le Mouvement radical pose « un socle commun de principes et de valeurs, dans la perspective de construire une République moderne » :
- liberté (libertés publiques, liberté d'entreprendre, libertés locales) ;
- égalité (égalité des chances, égalité réelle, Inégalités hommes-femmes) ;
- fraternité (justice sociale, solidarisme, solidarité internationale) ;
- laïcité (liberté de conscience, unité nationale, liberté de religion) ;
- sécurité (ordre républicain, défense nationale) ;
- protection de l'environnement ;
- engagement pour l'Europe (paix durable, organisation fédérale) ;
- humanisme.

## Positionnement politique, alliances, réseaux

### Positionnement politique
Le Mouvement radical se place « au cœur de l’espace central » et peut logiquement être positionné au centre de l'échiquier politique en ce qu'il procède de la fusion d'un parti généralement positionné au centre gauche (PRG) et d'un parti généralement positionné au centre droit (Parti radical). Néanmoins, le MR ne revendique que rarement un positionnement centriste (souvent associé à la tradition démocrate-chrétienne en France), mais se réclame du radicalisme. Le parti est également régulièrement positionné au centre droit, par les médias.
À sa fondation, certains de ses membres, comme l'ancien député Roger-Gérard Schwartzenberg (qui a depuis quitté le parti), souhaite que le MR s'ancre au centre gauche « à l’image de la Fédération de la gauche démocrate et socialiste qu’avait créée Mitterrand en 1965 ».
Au niveau parlementaire, le positionnement du Mouvement radical n'est pas évident (cf. infra).
Sur le plan européen, le parti déclare porter un projet fédéraliste.

### Au niveau national, entre majorité présidentielle et opposition parlementaire
Au niveau national, le Mouvement radical se revendique indépendant des alliances qui étaient celles du PRG (notamment avec le Parti socialiste) et du Parti radical (notamment avec Les Républicains), mais aussi vis-à-vis de La République en marche.
Bien que deux de ses membres siègent au Conseil des ministres, le Mouvement radical ne soutient pas l'action du gouvernement dans sa globalité.
Avant la création du MR, les six députés qui en sont membres aujourd'hui ont tous voté en faveur de la déclaration de politique générale prononcée par le Premier ministre Édouard Philippe à l'Assemblée nationale, au titre de l'article 49 de la Constitution (engagement de la responsabilité du gouvernement). En novembre 2017, quatre députés se sont abstenus sur le projet de loi finances pour 2018 (Jeanine Dubié, Olivier Falorni, Bertrand Pancher, Sylvia Pinel) et deux, membres également de LREM, ont voté pour (Stéphane Claireaux, Philippe Huppé). Il est traditionnellement admis qu'un député membre de la majorité parlementaire manifeste son appartenance à celle-ci en votant la confiance au gouvernement et en faveur du budget lors de son adoption chaque année. Majoritairement, les futurs députés du Mouvement radical ont donc adopté une position intermédiaire, similaire à celle d'une partie des députés centristes ou de droite « constructive » et plus distante de celle des trois députés socialistes qui ont voté la confiance au gouvernement en juillet 2017, mais contre le budget 2018 en novembre.
La majorité des députés MR a voté contre la loi pour une immigration maîtrisée, un droit d'asile effectif et une intégration réussie le 22 avril 2018 alors que les députés LREM, MoDem composant la majorité et UDI (opposition constructive) ont très largement voté en sa faveur.
À l'occasion des élections européennes, le Mouvement radical intègre la liste de la majorité présidentielle. Cette option engendre le départ d'une partie des membres du PRG.

### Persistance des alliances respectives du PRG et du PRV au niveau local
Dans les collectivités territoriales, le Mouvement maintient les alliances locales que ses deux partis fondateurs avaient pu préalablement nouer. Il en résulte que dans plusieurs collectivités, des élus membres du MR sont susceptibles de siéger dans des groupes politiques différents, voire opposés politiquement. C'est par exemple le cas en région Auvergne-Rhône-Alpes, où une partie siège au sein du groupe centriste « Les Démocrates » (UDI-MoDem) au sein de la majorité de Laurent Wauquiez et d'autres dans son opposition au sein du groupe du Parti radical de gauche.
En avril 2018, André Rossinot, président de la métropole de Nancy et ancien président du Parti radical, annonce qu'il apporte son soutien à Emmanuel Macron. Nadine Morano considère que ce ralliement « brise l’alliance et le contrat de projet conclus » entre LR et les centristes à Nancy. Laurent Hénart précise quant à lui qu'« André Rossinot ne quitte pas le Mouvement radical ».

## Élections

### Élections législatives partielles
Pour le second tour de l'élection législative partielle de mars 2018 dans la première circonscription de Mayotte, le Mouvement radical soutient la candidate divers gauche (ex-PS, députée sortante siégeant au groupe LREM) Ramlati Ali[réf. souhaitée].

### Élections européennes de 2019
Lors de son conseil national du 10 juin 2018 consacré à l'Union européenne, Laurent Hénart pose comme condition que tous les partis qui s'uniraient s'engagent à siéger au groupe ADLE. Sylvia Pinel exprime ses doutes sur le principe même d'une liste commune avec LREM. Cette divergence cause le départ de Sylvia Pinel et plusieurs cadres du parti en février 2019.
Lors de son congrès du 9 mars 2019, le Mouvement radical se prononce officiellement en faveur d'une alliance avec LREM, le MoDem et Agir, qui se traduit par la participation du parti à la liste Renaissance. Le député européen sortant Dominique Riquet est réélu à l'issue du scrutin.

## Organisation, instances nationales

### Direction nationale
En 2021, la composition de la direction nationale du MR est la suivante :
- Président : Laurent Hénart
- Secrétaire générale : Nathalie Delattre
- 1er vice-président délégué, président de l'Atelier : Harold Huwart
- Trésorier : Jean-Marc Gabouty
- Vice-président : Bruno Bonnell
- Secrétaire général adjoint : Christian Brisset
- Trésorière adjointe : Isabelle Mérand
- Président du groupe RDSE au Sénat : Jean-Claude Requier
- Co-président du groupe LT à l'Assemblée : Bertrand Pancher
- Président des Jeunes Radicaux : Henry Dupas

### Fonctionnement
Le MR prévoit un statut d'adhérent qui paie une cotisation, ce qui lui donne le droit de participer pleinement à la démocratie interne du mouvement ainsi qu'un statut de coopérateur, qui ne paie pas de cotisation et ne détient donc pas de droit de vote pour désigner les instances locales et nationales.
L'organe suprême du Mouvement radical est le congrès qui réunit, au moins une fois l'an, des délégués (seuls détenteurs d'un droit de vote) et l'ensemble des adhérents et coopérateurs qui souhaitent y participer. Le MR est aussi doté d'une instance de réflexion organisée en commissions thématiques dénommée « Atelier ».
Les fédérations départementales élisent un comité national qui met en œuvre les résolutions adoptées par le congrès. Le bureau national est une émanation de ce comité, destinée « à la réflexion du mouvement ».
La présidence nationale du Mouvement radical est directement élue par les adhérents.
Le 24 janvier 2018, le MR réunit à Paris son premier comité national en présence de ses deux co-présidents et, notamment, de Jacques Mézard, Didier Bariani, Émile Zuccarelli, André Rossinot, Jean-Michel Baylet, Roger-Gérard Schwartzenberg et Thierry Cornillet.

### Au niveau territorial
Au niveau territorial, le Mouvement radical se structure principalement en fédérations départementales (ex. Aude, Cher) dirigés par un délégué départemental et regroupées au niveau régional ou interrégional (ex. Centre-Val de Loire - Auvergne-Pays de la Loire - Rhône-Alpes, Bretagne - Normandie) sous l'autorité d'un président ou de co-présidents régionaux. Au sein des fédérations, le Mouvement radical peut aussi se structurer en cercles locaux.

## Personnalités membres du Mouvement radical

### Membres du gouvernement

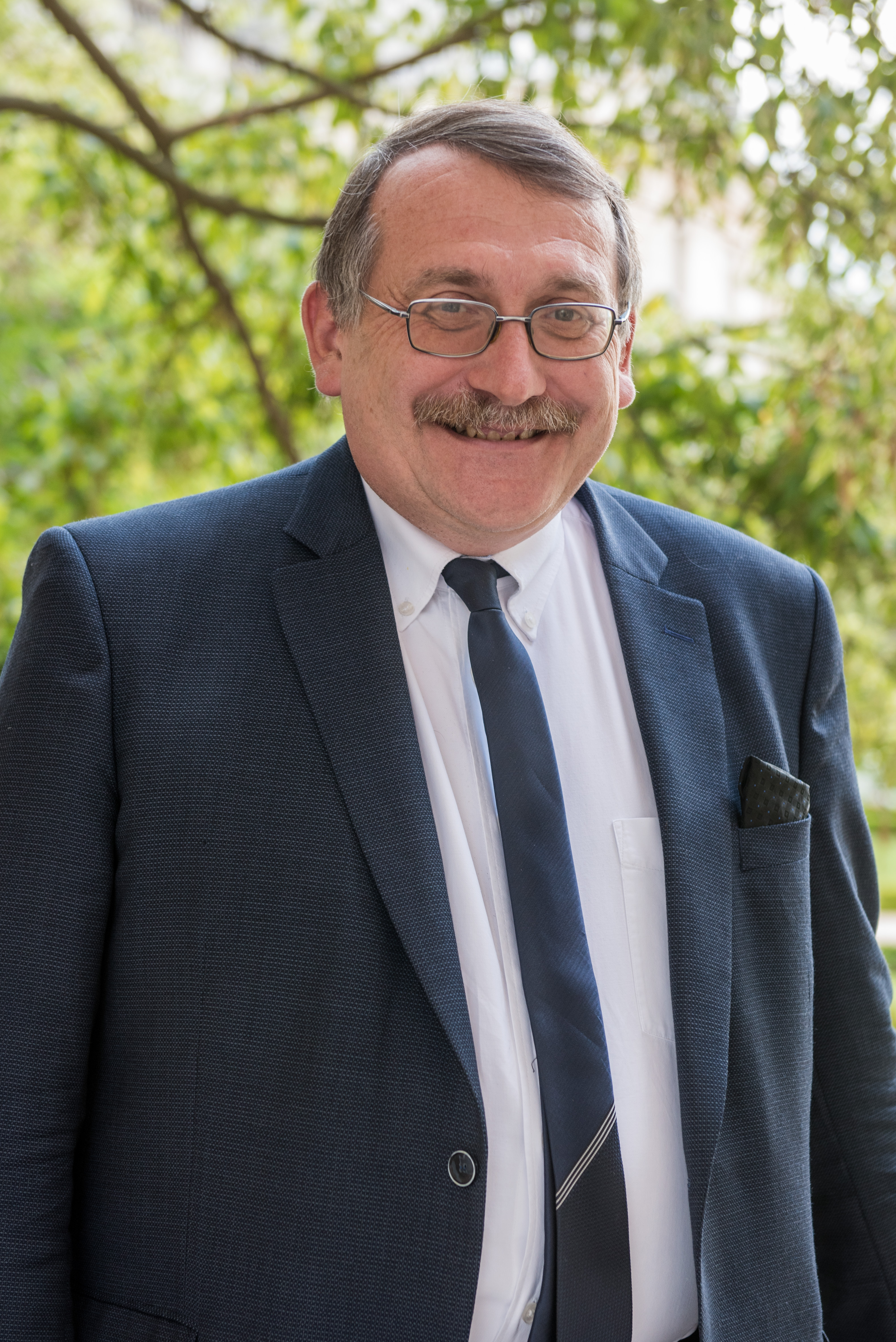
Joël Giraud.
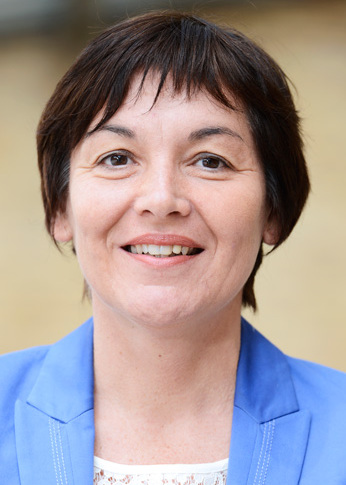
Annick Girardin.
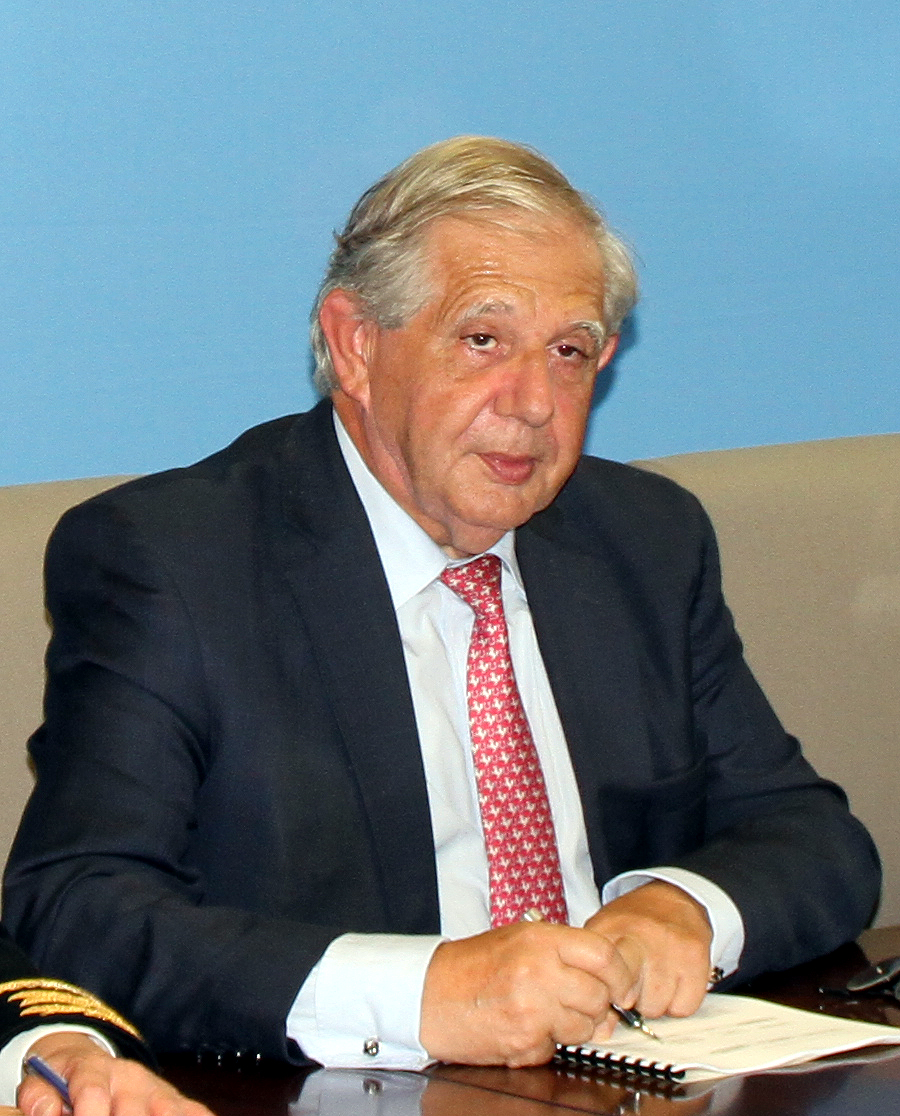
Jacques Mézard.

Trois membres du gouvernement ont été nommés ministres alors qu'ils étaient membres du PRG et sont aujourd'hui adhérents du Mouvement radical :
- Joël Giraud, secrétaire d'État chargé de la Ruralité dans le gouvernement Castex depuis le 26 juillet 2020 ;
- Annick Girardin, ministre des Outre-Mer dans les gouvernements Philippe I et Philippe II (17 mai 2017 - 6 juillet 2020), puis ministre de la Mer dans le gouvernement Castex depuis le 6 juillet 2020 ;
- Jacques Mézard, ministre de l'Agriculture et de l'Alimentation dans le gouvernement Philippe I (17 mai - 22 juin 2017), puis ministre de la Cohésion des territoires dans le gouvernement Philippe II (22 juin 2017 - 16 octobre 2018).

### Représentation parlementaire

#### Organisation
Au sein des deux assemblées, les parlementaires radicaux (revendiqués par le parti ou non) sont divisés entre plusieurs groupes de centre gauche et de centre droit.
Au Sénat, le Mouvement radical est majoritaire au sein du groupe du Rassemblement démocratique et social européen (RDSE), héritier du groupe de la Gauche démocratique qui a toujours été principalement composé de radicaux. Il est présidé par le radical Jean-Claude Requier.
Lors de son congrès fondateur, le Mouvement radical a exprimé l'intention de créer un groupe parlementaire à l'Assemblée nationale sans y parvenir immédiatement.
En octobre 2018, le Mouvement radical participe à la création d'un huitième groupe parlementaire à l’Assemblée nationale, le groupe Libertés et territoires (LT), co-présidé par Bertrand Pancher et Philippe Vigier. Ce groupe technique se classe comme minoritaire. Il est composé de députés radicaux, Les Centristes, écologistes ou régionalistes. Après le départ d'une partie du PRG du Mouvement radical, les députés PRG demeurent au sein du groupe LT.

#### Assemblée nationale
| Nom               | Parti d'origine                      | Groupe à l'Assemblée    |
| ----------------- | ------------------------------------ | ----------------------- |
| Nathalie Bassire  | Les Républicains                     | Les Républicains        |
| Bruno Bonnell     | La République en marche              | La République en marche |
| Claire Bouchet    | Divers gauche                        | La République en marche |
| Typhanie Degois   | La République en marche              | La République en marche |
| M'jid El Guerrab  | La République en marche              | Agir ensemble           |
| Laurence Gayte    | Union des démocrates et indépendants | La République en marche |
| Philippe Huppé    | Parti radical                        | Agir ensemble           |
| Stéphanie Kerbarh | Parti radical                        | La République en marche |
| Stéphane Mazars   | Parti radical de gauche              | La République en marche |
| Bertrand Pancher  | Parti radical                        | Libertés et territoires |
| Bruno Questel     | Divers gauche                        | La République en marche |
| Benoît Simian     | La République en marche              | Libertés et territoires |
| Didier Martin     | La République en marche              | La République en marche |

D'autres députés se revendiquent comme radicaux, sans être membres actifs du Mouvement radical, siègent au sein du groupe LREM. Ils ont signé, excepté Stéphane Claireaux, une tribune en mai 2018 affirmant leurs liens avec le Mouvement radical, tout en participant à l'activité partisane et parlementaire de LREM.

#### Sénat
| Nom                 | Parti d'origine                                       | Groupe au Sénat                               |
| ------------------- | ----------------------------------------------------- | --------------------------------------------- |
| Daniel Chasseing    | Parti radical                                         | République et territoires                     |
| Nathalie Delattre   | Parti radical                                         | Rassemblement démocratique et social européen |
| Bernard Fialaire    | Parti radical                                         | Rassemblement démocratique et social européen |
| Joël Guerriau       | Union des démocrates et indépendants                  | République et territoires                     |
| Véronique Guillotin | Parti radical                                         | Rassemblement démocratique et social européen |
| Alain Marc          | Parti radical                                         | République et territoires                     |
| Pascal Martin       | Parti radical                                         | Union centriste                               |
| Jean-Claude Requier | Parti radical de gauche                               | Rassemblement démocratique et social européen |
| Sylvie Vermeillet   | Parti radical                                         | Union centriste                               |
| Franck Menonville   | Parti radical et Union des démocrates et indépendants | République et territoires                     |

#### Parlement européen
| Nom              | Parti d'origine | Groupe au Parlement européen |
| ---------------- | --------------- | ---------------------------- |
| Dominique Riquet | Parti radical   | Renew Europe                 |

### Collectivités territoriales
Parmi les dirigeants radicaux d’exécutifs locaux de plus de 30 000 habitants, on compte :
Auvergne-Rhône-Alpes
- Alain Berthéas, président de la communauté d'agglomération de Loire Forez

Centre-Val de Loire
- Harold Huwart, maire de Nogent-le-Rotrou et président de la communauté de communes du Perche

Grand Est
- Martine Joly, maire de Bar-le-Duc
- David Valence, maire de Saint-Dié-des-Vosges

Hauts-de-France
- Sébastien Eugène, maire de Château-Thierry

Île-de-France
- Rémi Boyer, président de la communauté de communes Le Dourdannais en Hurepoix

Nouvelle-Aquitaine
- Jérôme Baloge, maire de Niort et président de la communauté d'agglomération du Niortais[42]

## Identité visuelle

Logo du Mouvement radical.

Le logo du Mouvement radical est construit à partir de l'Hexagone, agencé afin de signifier le mouvement et l'union, coloré à la manière d'une « cocarde républicaine  » (dont il modifie les couleurs, le rouge devenant rose et en inverse l'ordre, le bleu étant positionné à l'extérieur, comme sur la cocarde anglaise ) et dessinant un R en défonce, initial du mot radical.